# SR Delémont
Die SR Delémont (Sports-Réunis de Delémont; SRD) sind ein Fussballverein aus Delsberg (frz. Delémont), dem Hauptort des Schweizer Kantons Jura. Gegründet wurden sie am 17. August 1909. Derzeit (2025/26) spielen sie in der 1. Liga Classic, der vierthöchsten Liga der Schweiz. Die SRD spielten zwischenzeitlich in der höchsten Schweizer Liga (Saisons 1999/2000 und 2002/03), konnten sich allerdings nicht dort halten. Die SRD spielen im Stadion La Blancherie, welches 5263 Zuschauer fasst.

## Geschichte

### Der Beginn
Im Jahre 1905 wurde der Football-Club Delémont gegründet, der die Sportler der Stadt vereinigte. Zwei Jahre darauf wurde in der Unterstadt nahe dem Bahnhof ein Verein namens L’union sportive Delémont-Gare geboren. Wie der ältere Club aus der Stadt wusste sich der neue Verein zu verteidigen und durchzusetzen, zumal man beim Bahnhof ein von Brettern umzäuntes Spielfeld besass.
Am 17. August 1909 vereinigten sich die Mitglieder der zwei Sportvereine im Lion d’Or (Goldener Löwe) zu den Sports-Réunis de Delémont (SRD). Die neuen Statuten wurden einstimmig angenommen, der erste Präsident hiess Henri Demagistri, der das Amt von 1945 bis 1953 nochmals innehatte.
Zu Beginn trugen die Spieler der SRD granatapfelfarbene Trikots. 1911 beschloss die Generalversammlung den Trikotwechsel und kaufte schwarze Hemden mit einem gelben Streifen über der Brust. Kurz darauf, 1913, wurde ein weiterer wichtiger Schritt in der Vereinsgeschichte getan: Die SRD stellten den Antrag für die Aufnahme in den Schweizerischen Fussballverband und konnten anschliessend in der Serie C (dritthöchste Liga) der Schweizer Meisterschaft spielen, hauptsächlich gegen Mannschaften aus der Region um Basel.
Im Jahre 1920 stellte Jules Studer dem Club den Parc des Sports als Spielstätte zur Verfügung. Zwei Jahre darauf stieg die erste Mannschaft der SRD in die zweithöchste Spielklasse auf, die mittlerweile Serie Promotion hiess. Auch in der Folge verbesserte sich der Verein kontinuierlich, bis 1929 der erste Platz der Serie Promotion erreicht wurde. Durch die Niederlage im Aufstiegsspiel musste man allerdings in der zweithöchsten Liga verbleiben. 1930 wurde die Bezeichnung «Serie» durch «Liga» ersetzt, und Delémont erhielt die Lizenz für die 2. Liga, wie die zweithöchste Spielklasse nun hiess.
Von Albert Nussbaumer angetrieben, schuf man 1931 auch eine Juniorenmannschaft.

### Nachkriegsjahre
1946 wurde Ernest Kunz der Trainer der SRD und führte die Mannschaft, nachdem sie bis in die vierthöchste Spielklasse abgestiegen war, zurück in die nun drittklassige 1. Liga, doch nach einem Jahr musste man bereits wieder absteigen.
1950 wurde auf Initiative Jean Gerbers ein Vorstand eingerichtet.
Drei Jahre darauf gelang es den SRD erneut, in die 1. Liga aufzusteigen, diesmal konnte man sich mehrere Jahre lang halten.
1967 mussten die SRD nach einer verunglückten Saison wieder absteigen, bevor sie 1969 unter der Führung von Jürg Hoppler wieder in die 1. Liga aufsteigen konnten.
1972 schuf Bernard Mathez die Fussballschule von Delémont.
1982 erreichte die erste Mannschaft den Halbfinal des Schweizer Cups, in dem sie erst vom FC Basel mit 0:3 geschlagen wurde. Obwohl man den Final nicht erreicht hatte, wurde dieser Vorstoss in die Spitze des Schweizer Fussballs als grosser Erfolg gewertet, auch da man zuvor das grosse Neuchâtel Xamax geschlagen hatte.
Nach sieben verlorenen Aufstiegsspielen spielten die SRD 1991 unter der Führung von Jean-Marie Conz in der NLB. Unter Michel Decastel gelang es dem Verein 1999, in die höchste Liga NLA aufzusteigen. Nach einem Jahr musste man allerdings bereits wieder den Gang in die zweithöchste Liga antreten.

### Frühe 2000er Jahre
2002 stiegen die SRD am grünen Tisch in die Axpo Super League auf, da Lausanne-Sports, der FC Lugano und der FC Sion aus finanziellen Gründen in die NLB relegiert worden waren.
Bereits 2003 stiegen die SRD wieder in die Zweitklassigkeit ab, die mittlerweile Challenge League hiess (und weiterhin heisst).
Im Jahr 2004 wurde die Aktiengesellschaft Jurafoot SA gegründet, dank welcher die SRD einen Konkurs abwenden konnten, der die Relegation in die fünfthöchste Liga bedeutet hätte. Auf sportlichem Niveau sah die Saison 2003/04 den Abstieg der Jurassier in die 1. Liga (dritthöchste Spielklasse).
Der beinahe direkte Wiederaufstieg gelang 2005/06: Nach der Meisterschaft (2. Platz) wurden der FC Tuggen (0:3 und 4:0) und der Étoile Carouge FC (1:0 und 1:1) geschlagen. Die von Jacques Gigandet trainierte Mannschaft erreichte so wieder den professionellen Fussball. Ausserdem stieg die dritte Mannschaft der SRD in die 3. Liga auf.
2008 stiegen die SRD nach zwei Saisons im Abstiegskampf in die drittklassige 1. Liga ab. Im selben Jahr folgten drei weitere Mannschaften dem Team aus dem Jura, nachdem der Verband beschlossen hatte, die Challenge League von 18 auf 16 Mannschaften zu verkleinern. Zwei Saisons lang spielten die SRD in der 1. Liga mit dem erklärten Ziel, mit jungen Spielern aus lokalen Vereinen in die Challenge League aufzusteigen, was 2010 gelang.
Nachdem die SFL beschlossen hatte, die Anzahl der Challenge-League-Teams von 16 auf 10 zu reduzieren, stiegen am Ende der Saison 2011/12 sechs Teams ab, darunter auch die SRD, die sich dieser Ligareform erfolglos widersetzt hatten. Die SRD verbrachten damit die nächsten drei Saisons in der nun 1. Liga Promotion genannten dritthöchsten Spielklasse. Nach zwei Spielzeiten im Mittelfeld der Tabelle stiegen sie nach einer schwachen Saison 2014/15 schliesslich in die nach der Einführung der Promotion League nun viertklassige 1. Liga ab. Darauf wurde fast der gesamte Vorstand ausgetauscht und der Präsident durch Patrick Fleury ersetzt.

### Neuzeit
2018 gründete der Verein auf Anregung von Sportdirektor Frédéric Montefusco eine Frauenmannschaft.
Nach der erfolgreichen Volksabstimmung von Oktober 2019 verfügt der Verein über zwei Kunstrasenplätze bei den Prés-Roses. Die Saison 2019/20 wurde aufgrund der COVID-19-Pandemie nach dem Ende der Hinrunde abgebrochen.
2023 stiegen die SRD in die drittklassige Promotion League auf. Ausserdem qualifizierte man sich für die Hauptrunde des Schweizer Cups 2023/24 gegen den FC Solothurn (3:2). Im Sechzehntelfinal bzw. Achtelfinal besiegten die SRD die beiden Super-League-Mannschaften FC St. Gallen mit 2:1 (2:1) und FC Luzern mit 1:0 (1:0). Erst im Viertelfinal musste man sich dem Servette FC mit 0:2 (0:0) geschlagen geben.
2025 wurde die Aktiengesellschaft «Sports-Réunis Delémont SA» gegründet. Sie ist allein für die Leitung der ersten Mannschaft verantwortlich und wird vom bisherigen Präsidenten Patrick Fleury geleitet, der seinerseits von Frédéric Montefusco abgelöst wurde.

## Weg seit 1991
- 1991–1999 NLB
- 1999–2000 NLA
- 2000–2002 NLB
- 2002–2003 NLA
- 2003–2004 Challenge League
- 2004–2006 1. Liga
- 2006–2008 Challenge League
- 2008–2010 1. Liga
- 2010–2012 Challenge League
- 2012–2015 1. Liga Promotion
- 2015–2023 1. Liga Classic, Gruppe 2
- 2023–2025 Promotion League
- seit 2025 1. Liga Classic

## Trainer
- 1937–1945 Willy Tschopp, André Muller, Emile Rais
- 1946–1949 Ernest Kunz
- 1949–1950 Karl Pannagl
- 1950–1951 Charles Jeanmonod
- 1951–1955 Ernest Monnier
- 1955–1957 Robert Zürcher
- 1957–1958 Karl Riederer
- 1958–1960 Pierre Gassmann
- 1960–1961 Eric Fürst
- 1961–1965 Franz Grünig
- 1965–1966 Paul-Mike Speider, Charles Jeanmonod
- 1966–1967 Nandor Cserna, Charles Jeanmonod
- 1967–1968 Branko Resar
- 1968–1972 Jürg Hoppler
- 1972–1976 Eduardo Bai
- 1976–1977 Andreas Frankhauser
- 1977–1980 Michel Friche
- 1980–1983 Rudi Schribertschnig
- 1984–1985 Alain Vuillaume
- 1985–1986 Christian Mathez, Alain Vuillaume
- 1986–1988 Alain Vuillaume
- 1988–1993 Jean-Marie Conz
- 1993–1996 Roger Läubli, Philippe Rossinelli, Michel Decastel
- 1996–1999 Michel Decastel
- 1999–11/2000 Heinz Hermann
- 12/2000–2003 Michel Renquin
- 2003–2004 Maurizio Jacobacci
- 2004–2/2007 Jacques Gigandet
- 2/2007–3/2008 Marcel Hottiger
- 3/2008–12/2008 Vittorio Bevilacqua
- 2009–10/2011 Philippe Rossinelli
- 10/2011–2/2012 Vittorio Bevilacqua
- 3/2012–6/2012 John Dragani
- 7/2012–2015 Vincent Ducommun
- 2015–10/2016 Lulzim Hushi
- 10/2016–2017 Michaël Hoy
- 2017–2018 Mario Cantaluppi
- 2018–2021 Philippe Rossinelli
- 2021–2022 Armend Gashi, Patrick Sylvestre
- seit 2022 Anthony Sirufo

## Präsidenten
- 1909–1910 Henri Demagistri
- 1910–1911 Louis Boéchat
- 1910–1911 Oscar Moritz
- 1911–1912 Max Schwarz
- 1912–1913 Fritz Koenig
- 1912–1913 Oscar Zwicker
- 1913–1914 Albert Bangerter
- 1914–1916 Emile Rais
- 1916–1918 Fritz Siegenthaler
- 1918–1919 Werner Geissbühler
- 1919–1920 Marcel Rais
- 1920–1921 Gaston Crevoisier
- 1921–1922 Arthur Farine
- 1922–1945 Paul Möckli
- 1945–1953 Henri Demagistri
- 1953–1960 Gustave Riat
- 1960–1963 Pierre Cordey
- 1963–1966 Germain Donzé
- 1966–1974 Paul Hoffmeyer
- 1974–1981 Paul Monnerat
- 1981–1983 Daniel Hoffmeyer
- 1983–1986 Pierre-Alain Brosy
- 1986–1998 Yves Maître
- 1998–2003 Pierre Willemin
- 2003–2009 Bernard Ory
- 2009–2016 Gilles Froidevaux
- 2016–2025 Patrick Fleury
- seit 2025 Frédéric Montefusco

## Bekannte Spieler
- Owusu Benson
- Fabrice Borer (Torhüter)
- Mohamed Camara
- Jérémy Grimm
- Adam Ndlovu
- Patrick Rahmen
- Sébastien Roth (Torhüter)

Weitere siehe Kategorie Fussballspieler SR Delémont und Kategorie Fussballtorhüter SR Delémont